# Man (sikhisme)
Man est un mot utilisé dans le sikhisme, en gurbani, qui vient du sanskrit manas. Il est écrit man ou mana et se réfère à l'esprit, à la psyché de l'humain, comme le décrit l'hindouisme; man ou l'esprit sert le corps physique afin qu'il suive une vie normale et reste en vie; cependant il peut connaitre plusieurs états comme l'agitation ou la concentration. Il est associé au buddhi, l'intellect et au ahamkara (l'ego) dans la philosophie hindouiste. Dans le sikhisme, le mot mati apparaît comme plus utilisé que le mot buddhi. Le man doit suivre les conseils des Gurus, les gurmukh et essayer de s'immerger dans la contemplation joyeuse afin de se délivrer de l'illusion du monde et d'atteindre l'illumination. Les Gurus du sikhisme ont utilisé le mon Man dans divers versets du livre saint du sikhisme, le Guru Granth Sahib.